# Плеймейкър
Плеймейкърът във футбола е играч, който контролира темпото на игра, когато неговият отбор напада, и често участва в разигравания, водещи до гол.
В английския футбол терминът частично се припокрива с атакуващ полузащитник, но тези 2 вида полузащитници не са задължително еднакви. Няколко плеймейкъра играят в централна полузащитна роля, редувайки се да играят в нападение и в полузащита.
В италианския футбол има 2 основни вида плеймейкър: трекуартист (trequartista), играещ в централна атакуваща позиция, и регист (regista), играещ между защитата и полузащитата.
Трекуартистът, носещ често номер 10, има свободна роля между полузащитата и нападателите в центъра на терена или по крилата. Той често прави прорязващи защитата пасове към крилата и нападателите, които ги поставят в ситуация, в която да излязат сами срещу вратаря, да направят добро центриране или да вкарат гол. Този вид играчи често имат много добра техника и добър поглед над играта, добри са в шутирането, подаванията центрирането и дрибъла и вкарват голове, правят асистенции и поставят началото на атакуващи разигравания. Диего Марадона е най-добрият трекуартист в историята на играта.
Регист е някой от номерата 8, 6 и 5 (в южноамериканския футбол) и обикновено играе в дълбока позиция или дори зад основната полузащитна линия в позиция, изглеждаща като дефанзивна полузащита, където има пространство и време с топката, което му позволява да дирижира движението на целия отбор, а не само атаките, водещи директно към гол. Този вид плеймейкъри са известни с погледа си над играта, техниката си и способността да подават. Много от тях са известни със способността си да правят дълги подавания към играчи, правещи атакуващи набези. Въпреки че някои не са известни със способностите си да правят шпагати и да играят в защита, е нормално полузащитник, играещ между двете наказателни полета с добра техника, способност да подава и прави шпагати и имащ добър поглед над играта да играе в тази роля. Шави, Пол Скоулс и Андреа Пирло са примери за регисти.
В аржентинския и уругвайския футбол плеймейкърът е известен като enganche, буквално означаващо „кука“. В бразилския футбол плеймейкърът, играещ в дълбочина се нарича meia-armador, а играещият между полузащитата и нападателите са нарича meia-atacante.
Най-завършените плеймейкъри са известни като предни плеймейкъри или плеймейкъри със свободна роля (fantasisti на италиански), тъй като могат да играят в която и да е позиция в центъра на полузащитата, в атакуващата полузащита, по халфовете и по крилата. Други играят изглеждащи като свободен втори нападател (rifinitore на италиански) по крилата или в центъра на игрището, но се връщат назад, за да осъществяват връзката между полузащитата и нападението. Атакуващият полузащитник/плеймейкър Мишел Платини описва роля на по-преден трекуартист (като например Роберто Баджо), позволяваща на играчите да дриблират и да вкарват много голове, както и да правят асистенции, като „деветка и половина“, тъй като е по средата между ролите на трекуартиста и на rifinitore.
Играещият от дълбочина нападател, по-често наричан „фалшива деветка“, също има прилики с трекуартиста, въпреки че „фалшивата деветка“ изглежда, че играе като централен нападател (номер 9), а не като атакуващ полузащитник (номер 10). „Фалшивата деветка“ се връща в полузащита и повлича защитници със себе си, създавайки пространство за съотборници, които могат да правят атакуващи набези и позволявайки на „фалшивата деветка“ да дриблира с топката или да прави асистенции. Примери за играещи от дълбочина нападатели са Лионел Меси при Хосеп Гуардиола и Франческо Тоти при Руди Гарсия.